# 7485 Changchun
7485 Changchun (1994 XO) là một tiểu hành tinh vành đai chính được phát hiện ngày 4 tháng 12 năm 1994 bởi M. Koishikawa ở trạm Ayashi thuộc đài thiên văn Sendai.